# Rustã Farruquezade
Rustã ou Rustão Farruquezade (em persa: رستم فرخزاد‎; romaniz.: Rostam Farrokhzad) foi uma dinasta iraniano da família Ispabudã que serviu como aspabedes ("marechal militar") da quadrante noroeste (custe) do Império Sassânida do Azerbaijão durante o reinado de Borana (r. 630-630, 631-632) e Isdigerdes III (r. 632–651). Rustã é lembrado como uma figura histórica, um personagem do poema épico persa Xanamé ("Livro dos Reis") e a pedra de toque da maioria dos nacionalistas iranianos.

## Antecedentes
Rustã era membro da família Ispabudã, uma das sete grandes casas do Irã, que formava a aristocracia de elite do Império Sassânida; a família traçou sua descendência aos marechais militares (aspabedes) e ocupou cargos importantes no reino. De acordo com uma lenda romantizada sobre a sua origem, uma filha do rei parta / arsácida Fraates IV (r. 37–2 a.C.), chamada Cosme, casou-se com um "general de todos os iranianos"; sua prole recebeu o título de "Aspapetes Pálave" (Aspahpet Pahlav), mais tarde formando o clã. De sua linhagem arsácida, os Ispabudãs afirmavam ser descendentes dos reis caiânidas Dara II e Esfendadates.
Sob os sassânidas, os Ispabudãs gozavam de estatuto tão elevado que eram tidos como "parentes e parceiros dos sassânidas". De fato, o pai de Rustã, Farruque Hormisda, era primo-irmão do xainxá Cosroes II (r. 590–628), enquanto o seu bisavô Sapor era primo-irmão do xainxá Cosroes I (r. 531–579). Embora a pátria hereditária dos Ispabudãs pareça ter sido o Coração, a família com o passar do tempo governou o quadrante noroeste (custe) do Azerbaijão (que não deve ser confundido com a província homônima). O local de nascimento de Rustã é, portanto, relatado como sendo na Armênia, Azerbaijão, Hamadã ou Rai. Rustã era irmão de Farruquezade, que esteve ativo em Ctesifonte e gozava de grande estatuto lá, sendo alegadamente o favorito de Cosroes II.

Província do Azerbaijão

## Guerra com o Império Bizantino
Em 602, o imperador Maurício (r. 582–602) foi assassinado por seu rival político Focas (r. 602–610). Como resultado, Cosroes decidiu declarar guerra para vingar a morte de Maurício. Durante a guerra, foi inicialmente bem-sucedido, tomando as províncias bizantinas no Oriente Próximo, até o Egito. Na terceira fase da guerra (624), a situação mudou, com o novo imperador Heráclio (r. 610–641) tomou a Transcaucásia, deixando exposto o Império Sassânida do noroeste. À época, muitos nobres ficaram insatisfeitos com o governo, não apenas devido às vitórias bizantinas, mas também por suas políticas.
Isso incluía Rustã, que com 10 000 soldados se rebelou no Azerbaijão. Na mesma época, Heráclio invadiu a província, saqueando a cidade de Ganzaca. O historiador moderno Parvaneh Pourshariati propõe duas possibilidades por trás do sucesso da invasão: que a rebelião lhe permitiu atacar a província; ou que Farruque Hormista parou de apoiar Cosroes, e como resultado, permitiu o ataque. Em 627, o distinto general mirrânida Sarbaro se amotinou, enquanto Farruque Hormisda secretamente conspirou com ele contra o xá.  No ano seguinte, Cosroes foi derrubado por várias facções poderosas dentro do país, que incluíam; Sarbaro, que representou a casa de Mirranes; a Casa de Ispabudã representada por Farruque Hormisda e seus filhos Rustã e Farruquezade; a facção armênia de Basterotes II; e o canaranges. As facções instalaram o filho de Cosroes, Cavades II, no trono, que logo executou seu pai.

## Guerra civil no Irã

### Reinado de Cavades III, Artaxer III e Sarbaro

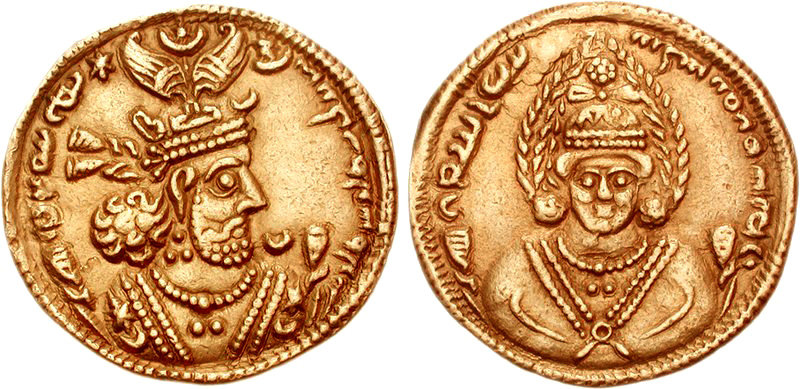
Dinar de r.

A queda de Cosroes culminou na guerra civil sassânida de 628-632, com os membros mais poderosos da nobreza ganhando total autonomia e começando a criar seu próprio governo. As hostilidades entre as famílias nobres persas (parsigues) e partas (pálaves) também foram retomadas, acabando com a riqueza do país. Poucos meses depois, a devastadora Peste de Siroes varreu todas as províncias do oeste. Metade da população, incluindo o próprio Cavades, morreu. Foi sucedido por seu filho de oito anos, que se tornou Artaxer III. A ascensão de Artaxer foi apoiada pelos pálaves, parsigues e uma terceira facção principal chamada ninruzis. Porém, em algum momento de 629, os nunrizis retiraram seu apoio ao xá e começaram a conspirar com Sarbaro para derrubá-lo. Os pálaves, sob seu líder Farruque Hormisda, começaram a apoiar a filha de Cosroes, Borana, como a nova governante do Irã, que posteriormente cunhou moedas nas áreas pálaves de Amol, Nixapur, Gurgã e Rai. Em 27 de abril de 630, Artaxer foi assassinado por Sarbaro, que por sua vez foi morto, após um reinado de quarenta dias, em um golpe de Farruque Hormisda. Farruque Hormisda então ajudou Borana a subir ao trono, em algum momento no final de junho de 630.

### Reinado de Borana, Sapor V e Azarmiducte

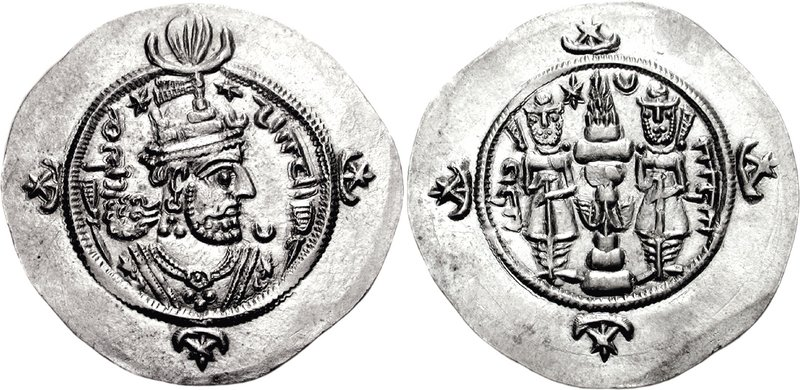
Dracma de r.

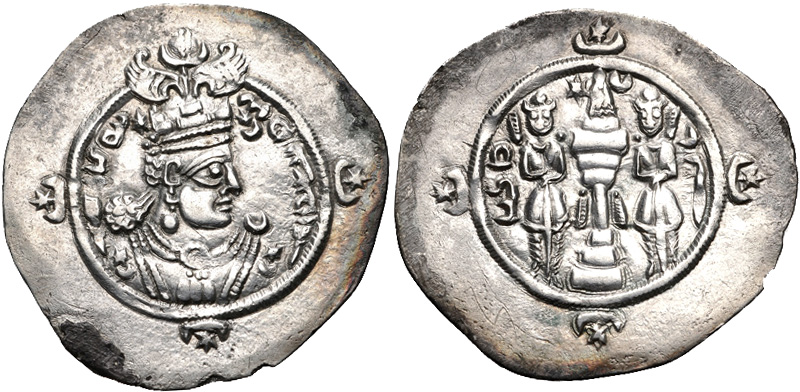
Dracma de r.

A ascensão de Borana foi provavelmente devido a ela ser a única herdeira legítima remanescente do império capaz de governar, junto com sua irmã Azarmiducte. Contudo, foi deposta em 630, e Sapor, filho de Sarbaro e da irmã de Cosroes, foi eleito como Sapor V.  Quando não foi reconhecido pela facção parsigue do poderoso general Perozes Cosroes, foi deposto em favor de Azarmiducte. Farruque Hormisda, para fortalecer a sua autoridade e criar um modus vivendi harmonioso entre as famílias pálaves e parsigues, pediu a Azarmiducte em casamento. Não ousando recusar, o matou com ajuda do aristocrata mirrânida Siauascis, neto de Barã Chobim, um famoso comandante militar e brevemente monarca do Irã. Rustã, que na época estava no Coração, o sucedeu como líder pálave. A fim de vingar o seu pai, partiu para Ctesifonte, nas palavras do historiador do século IX Ceife ibne Omar, "derrotando todos os exércitos de Azarmiducte que encontrou". Então derrotou as forças de Siauascis em Ctesifonte e tomou a cidade. Azarmiducte foi logo depois cego e morto por Rustã, que restaurou Borana no trono em junho de 631. Ela reclamou consigo sobre o estado do império, que à época estava em estado de fragilidade e declínio. Ela supostamente o convidou à administração, e assim permitiu que assumisse o poder geral.
Um acordo foi feito supostamente entre a família de Borana e Rustã: de acordo com Ceife, afirmou que a rainha deveria "confiar a ele [isto é, Rustã] o mando por dez anos", ponto em que a soberania voltaria "para a família de Sasano se encontrassem qualquer um de seus descendentes masculinos, e se não, então para mulheres ". Borana considerou o acordo apropriado, e fez com que as facções do país fossem convocadas (incluindo os parsigues), onde declarou Rustã como líder e comandante militar. A facção parsigue aceitou, com Perozes Cosroes sendo encarregado de administrar o país ao lado de Rustã.

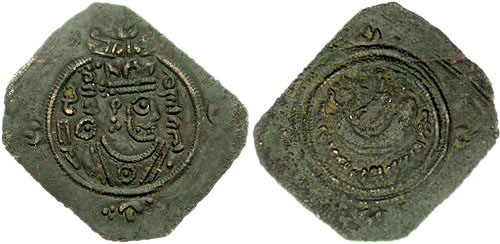
Dracma de Sarbaro r.

Os parsigues concordaram em trabalhar com os pálaves por causa da situação do Irã, e também porque seus colaboradores mirrânidas foram temporariamente derrotados por Rustã. A cooperação teria vida curta, devido às condições desiguais entre as duas facções, com a facção de Rustã tendo porção muito mais significativa de poder sob a aprovação de Borana. No ano seguinte, eclodiu uma revolta em Ctesifonte. Enquanto o exército imperial estava ocupado com outros assuntos, os parsigues, insatisfeitos com a regência de Rustã, pediram a derrubada de Borana e o retorno da figura proeminente de Bamã Jaduia, que havia sido demitido por ela. Borana foi morta pouco depois, provavelmente estrangulada por Perozes Cosroes. As hostilidades foram assim retomadas entre as duas facções. Não muito tempo depois, Rustã e Perozes Cosroes foram ameaçados por seus homens, que ficaram alarmados com o declínio do país. Eles concordaram em trabalhar juntos mais uma vez, instalando o sobrinho de Borana, Isdigerdes III (r. 632–651), e colocando assim fim à guerra civil.

### Ascensão de Isdigerdes e fim da guerra civil

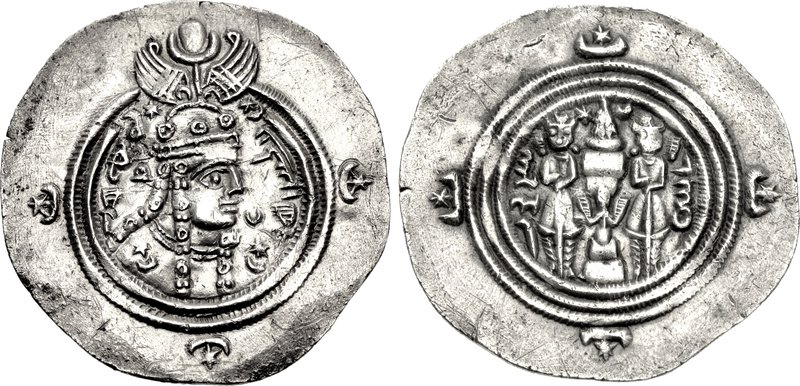
Drama de Borana (r. 630; 631-632)

Isdigerdes foi coroado no templo de fogo de Anaíta em Estacar, onde se escondeu durante a guerra civil. O templo era o lugar onde o primeiro xá Artaxer I (r. 224–242) havia se coroado, indicando que a razão por trás da coroação de Isdigerdes no mesmo lugar era devido às esperanças de um rejuvenescimento do império. Era quase o último membro vivo da Casa de Sasano e a maioria dos estudiosos concorda que tinha oito anos em sua coroação. Em sua ascensão, atribuiu a Rustã a defesa do império, dizendo-lhe "Hoje você é o homem [mais proeminente] entre os persas." Embora seja reconhecido como o monarca legítimo pelas facções parsigue e pálave, não parecia ter dominado todo o seu império. De fato, durante os primeiros anos de seu governo, as moedas foram cunhadas apenas em Pérsis, Sacastão e Cuzistão, correspondendo aproximadamente às regiões do sudoeste (Cuararão) e sudeste (Ninruz), onde ficava a base de poder parsigue. Os pálaves, que se se centravam sobretudo na porção norte do império, se recusaram a cunhar moedas dele.

### Invasão muçulmana do Império Sassânida

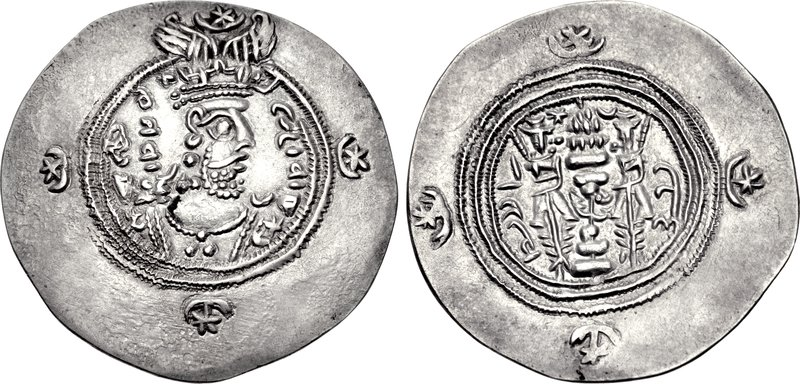
Dracma de r.

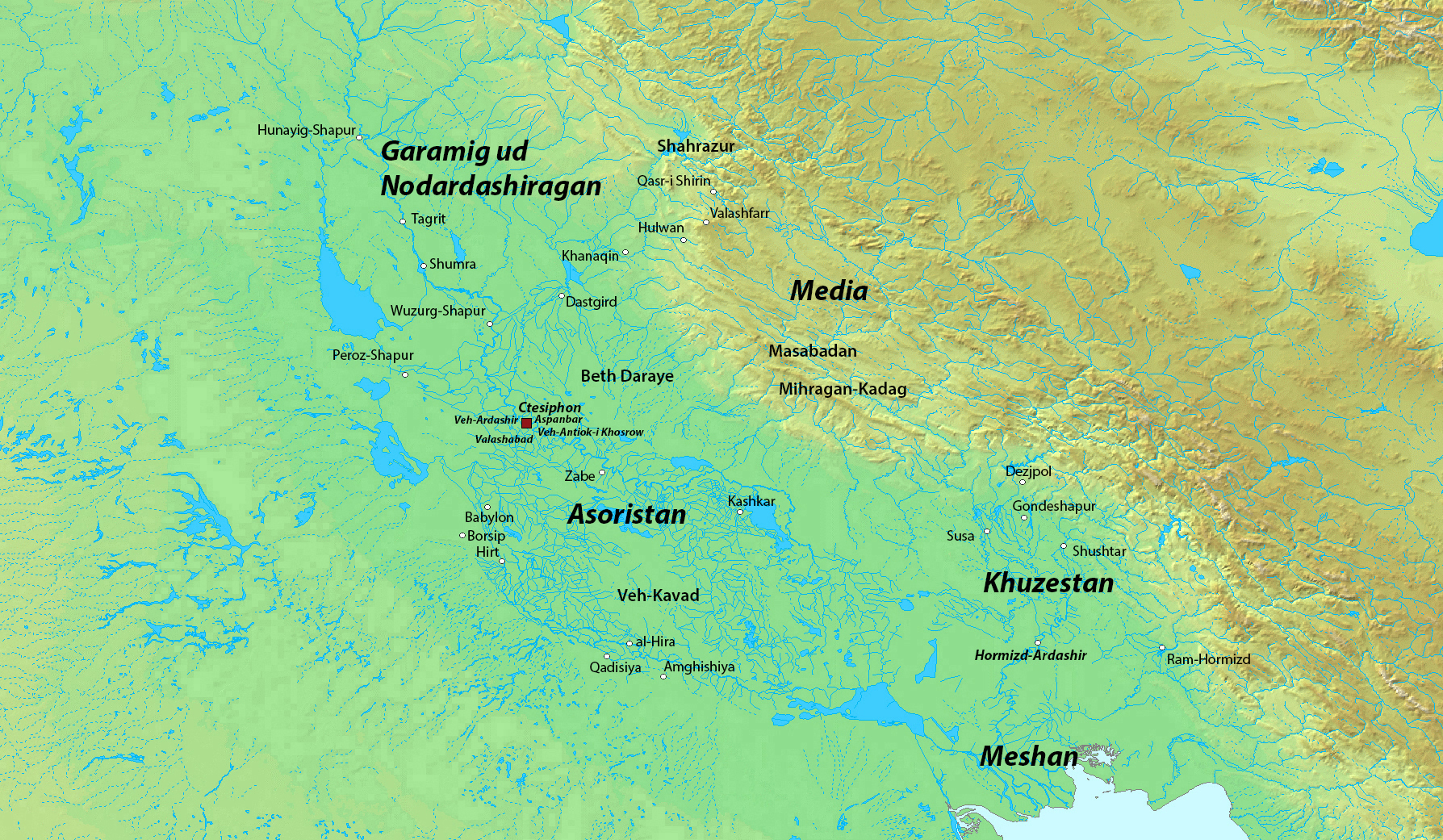
Sudoeste do Império Sassânida

Ao longo do período, a grande expansão dos exércitos árabes-muçulmanos foi lentamente penetrando nas fronteiras do sudoeste sob o califa Omar (r. 634–644). A elite reinante enviou-o a frente das tropas iranianas para esmagar os invasores, mas Rustã cria que era mais prudente enviar múltiplos exércitos menores para exaurir os árabes, em vez de arriscar a derrota de seu comandante mais antigo. Segundo Anna Krasnowolska, a relutância dele, que é tema de quase todas as crônicas, e sobretudo a profecia registrada no Xanamé, deve ter sido forjada a partir da literatura apocalíptica do zoroastrismo que buscava explicar as conquistas muçulmanas. Seja como for, Rustã permaneceu meses estacionado na fronteira sem reagir. À época, recebeu vários emissários muçulmanos, cujas reuniões foram descritas na literatura, e aparentemente reagiu positivamente ao apelo do Islã e até criticou seus homens. É dito que, quando as hostilidades começaram, comandou suas tropas sentado sobre um trono no centro do campo de batalha e que, ao contrário do general árabe Sade ibne Abi Uacas, participou pessoalmente dos combates. Na Batalha de Cadésia, os iranianas tomaram a dianteira na luta, mas uma tempestade de areia os cegou e permitiu aos árabes dominarem a luta.
Tabari, Almaçudi e Balami afirmaram que, na confusão, Rustã abrigou-se sob algumas mulas próximas. Ali, sua liteira foi atingida pela espada de um árabe, que a derrubou, ferindo Rustã que foi brigado a fugir a nado num riacho. O agressor perseguiu-o e o matou com um golpe no crânio, tendo depois anunciado sobre seu trono, quando percebeu quem era, que: "Pelo Senhor da Caaba, matei Rustã!". Baladuri deu uma lista de sete possíveis assassinos, enquanto Almaçudi alegou ser impossível determinar o indivíduo. Em decorrência das inúmeras inconsistências é muito provável que o relato é quase inteiramente ficcional, com outros fontes descartando-o e optando dizer que morreu de sede, afogado ou por acidente. O Xanamé, possivelmente porque o relato humilhante do assassinato seria incompatível com a finalidade da obra, coloca que faleceu galantemente combatendo Sade. Seja como for, com sua morte, os iranianos entraram em pânico e foram decisivamente derrotados. Depois da morte de Rustã, sua família continuou a desempenhar funções de relevo no Império Sassânida em seus últimos momentos. Seu irmão Farruquezade enfrentou os invasores na batalha de Jalula em 637.